# 달짝지근해: 7510
"달짝지근해 :7510"은 2023년에 개봉한 대한민국의 영화이다.

## 줄거리
타고난 미각 100%, 현실 감각은 0% 제과 연구원 ‘치호’(유해진 분). 과자밖에 모르는 ‘치호’ 앞에 직진밖에 모르는 세상 긍정 마인드 ‘일영’(김희선 분)이 나타나고, ‘치호’는 인생의 새로운 맛을 알아가기 시작한다. 여기에 염치없고 철까지 없는 형 ‘석호’(차인표 분), 자아도취 제과회사 사장 ‘병훈’(진선규 분), 예측불가한 과몰입러 ‘은숙’(한선화 분)까지 제대로 엮이게 된 ‘치호’. 매일 쳇바퀴 같은 삶을 살던 그의 인생이 버라이어티한 변화로 뒤덮이기 시작하는데... OMG 세상에 이런 맛이! 올 여름, 달짝지근해진 그가 온다!

## 제작진

### 제작사
- 무비락

### 배급사
- 마인드마크

### 감독
- 이한 : ( 영화 《연애소설》, 영화 《하늘 정원》, 영화 《청춘만화》, 영화 《내 사랑》, 영화 《완득이》, 영화 《우아한 거짓말》 등 연출 )

### 각본
- 이병헌 : ( 영화 《힘내세요, 병헌씨》, 영화 《스물》, 영화 《극한직업》 등 감독 및 각본 )

## 등장인물

### 주요 인물
- 유해진 : 치호 역
- 김희선 : 일영 역
- 차인표 : 석호 역
- 진선규 : 병훈 역
- 한선화 : 은숙 역
- 정다은 : 진주 역

### 그 외
- 이준혁 :
- 김범태
- 현봉식
- 이동규

### 특별출연
- 정우성 :
- 염혜란 :
- 임시완 :
- 고아성 :
- 우현 :

## 같이 보기
- 2023년 대한민국의 영화 목록

## 참고 사항
- 유해진과 진선규는 2022년에 개봉한 영화 《공조 2: 인터내셔날》 이후로 1년 만에 재회하는 작품이다.